# Victor Kugler
Victor Kugler (n. 6 iunie 1900, Vrchlabí⁠(d), Hradec Králové, Cehia – d. 14 decembrie 1981, Toronto, Ontario, Canada) a fost unul dintre cetățenii neerlandezi care au ajutat la ascunderea familiei și prietenilor de familie ai Annei Frank în timpul ocupației naziste a Țărilor de Jos. În Jurnalul Annei Frank, publicat postum, el a fost menționat sub numele de domnul Kraler.

## Biografie
Născut în orașul Hohenelbe (azi Vrchlabí) din partea vorbitoare de limbă germană a regiunii Köninggrätz (Královéhradecký kraj/regiunea Hradec Králové, azi în Republica Cehă), nord-estul Boemiei, Austro-Ungaria, fiind fiul țesătoarei Emma Kugler. După terminarea studiilor și obținerea unei diplome de țesător în 1917, s-a alăturat Marinei Austro-Ungare în timpul Primului Război Mondial, dar a fost demobilizat în aprilie 1918, după ce a fost rănit. S-a mutat în Germania și a lucrat ca electrician, apoi, în 1920, a emigrat în Țările de Jos, unde a absolvit în 1923 o școală de corespondență comercială. A fost angajat apoi la o companie de distribuție de pectină din Utrecht și s-a căsătorit în 1928 cu Laura Maria Buntenbach-Kugler (10 mai 1895 - 6 decembrie 1952).
S-a alăturat sucursalei din Amsterdam a companiei Opekta în 1934 ca adjunct al lui Otto Frank, responsabil cu procesarea comenzilor. A devenit cetățean olandez în mai 1938. Pentru a preveni confiscarea companiei Pectacon de către stat ca „întreprindere evreiască”, Otto Frank îi cere lui Jan Gies în decembrie 1940 să reînregistreze compania în registrul comercial sub numele La Synthèse N.V., ca și cum el ar fi cumpărat-o; compania (al cărei nume va fi schimbat la 8 mai 1941 în Gies & Co.) va fi condusă de Victor Kugler. El și soția lui au locuit la Hilversum în timpul războiului, la o distanță de aproximativ 16 kilometri de Amsterdam. Conducerea companiei Opekta este preluată de Johannes Kleiman.
Din iulie 1942 până în august 1944 el și-a ajutat colegii Miep Gies, Johannes Kleiman și Bep Voskuijl în ascunderea a opt evrei, inclusiv Anne Frank, într-o anexă sigilată din spatele birourilor companiei aflate pe Prinsengracht. Victor Kugler a construit dulapul mobil care servea pentru a disimula accesul în ascunzătoare. El a fost arestat de Gestapo pe 4 august 1944 de către Karl Silberbauer.
El a fost interogat la sediul Gestapo-ului de pe Euterpestraat, apoi transferat în aceeași zi la închisoarea pentru evrei și „deținuți politici” de pe Amstelveenseweg, în așteptarea deportării. Pe 7 septembrie a fost mutat la închisoarea de pe Weteringschans, într-o celulă cu persoane condamnate la moarte, apoi, patru zile mai târziu, pe 11 septembrie, a fost transportat în lagărul de concentrare Amersfoort, unde a fost selectat pentru a fi trimis în Germania. Pe 17 septembrie gara din Amersfoort a fost distrusă într-un bombardament (Raidul aerian asupra Arnhem-ului) și pe 26 septembrie el și alți 1.100 bărbați au fost duși la Zwolle pentru a presta muncă forțată, fiind nevoit să sape tranșee anti-tanc. Kugler a fost mutat din nou, pe 30 decembrie 1944, la Wageningen pentru muncă forțată sub supravegherea trupelor S.A. (trupele de asalt sau cămășile brune) până la 28 martie 1945, când aproximativ 600 de prizonieri au fost duși de la Wageningen, prin Renkum, Heelsum, Oosterbeek, Arnhem și Westervoort, către Zevenaar cu intenția de a fi trimiși în Germania în ziua următoare. În timpul marșului a avut loc un bombardament, iar Kugler a profitat de confuzie pentru a evada. El a fost ascuns de un fermier timp de câteva zile, a împrumutat o bicicletă și a făcut drumul înapoi spre Hilversum, unde locuia, și a ajuns acolo în aprilie 1945. S-a ascuns în propria sa casă până la eliberarea Țărilor de Jos pe 5 mai 1945.
Soția lui, Laura Kugler, a murit pe 6 decembrie 1952 și el s-a căsătorit pe 22 octombrie 1953 cu Lucie (Loes) van Langen. Cuplul s-a mutat în 1955 în Canada, unde locuiau deja fratele, sora și mama Luciei. El a lucrat un timp ca electrician, apoi ca agent de asigurări. Pe 16 septembrie 1958 Kugler a apărut ca invitat în emisiunea de televiziune To Tell The Truth.
În 1973 a primit titlul și medalia Drept între popoare, conferite de institutul Yad Vashem, iar în 1977 Canadian Anti-Defamation League i-a acordat un premiu de 10.000 de dolari în semn de recunoaștere a sprijinului oferit în ascunderea familiilor Frank și van Pels. A murit la 16 decembrie 1981, la Toronto.